# Kim Seng-yong
Pour les articles homonymes, voir Seng et Yong (homonymie).
Kim Seng-yong est un footballeur international nord-coréen né le 26 février 1987 à Tokyo, qui évolue au poste d'attaquant.

## Biographie
Kim Seng-yong commence sa carrière professionnelle au Kyoto Sanga. En début d'année 2012, il est transféré au Thespa Kusatsu.
Kim Seng-yong participe à l'AFC Challenge Cup 2010 avec la Corée du Nord.

## Palmarès
- Vainqueur de l'AFC Challenge Cup 2010 avec la Corée du Nord